# 八木沼凌
八木沼 凌（やぎぬま りょう、3月22日 - ）は、日本の男性声優。北海道出身。青二プロダクション所属。

## 人物
趣味はカードゲーム、カラオケ、音楽鑑賞。

## 出演

### テレビアニメ
2020年
- 炎炎ノ消防隊 弐ノ章（男子生徒）
- トニカクカワイイ（結婚式参列者、ゲームキャラクター）

2021年
- 境界戦機（ヤタガラス隊員）
- カードファイト!! ヴァンガード overDress（少年の声、チームメイト） - 2シリーズ
- デジモンゴーストゲーム（2021年 - 2022年、警備用ホロ、折原先生、ヤモリ少年、男、児来也グリーン 他）

2022年
- 失格紋の最強賢者（治癒魔術師B）
- ONE PIECE（2022年 - 2025年、部下、カイドウ軍、海兵、ギフターズ、侍 他）
- プラチナエンド（アナウンサー）
- スローループ（男子）
- 後宮の烏（兵士B）

2023年
- クールドジ男子（男性）
- シュガーアップル・フェアリーテイル（戦士妖精）
- 機動戦士ガンダム 水星の魔女（パイロットの生徒）
- 逃走中 グレートミッション（2023年 - 2025年、警備員、ミイラ、手下、管制官、シリル 他）
- 絆のアリル（ゲーム生徒1）
- 無職転生 II 〜異世界行ったら本気だす〜（男子生徒B）
- あやかしトライアングル（男子生徒）
- ゴブリンスレイヤーII（冒険者）
- オーバーテイク!（マーシャル、ベルソリーゾピットクルー）

2024年
- WIND BREAKER
- 黒執事 -寄宿学校編-（生徒）
- 2.5次元の誘惑（生徒会役員D）
- ドラゴンボールDAIMA（2024年 - 2025年、魔人、憲兵、カダン軍ツノゴブリン、カダン軍トカゲ兵）

### Webアニメ
- トニカクカワイイ 女子高編（2023年、彼氏）

### ゲーム
- OVERHIT（2020年、ネクスト[2][11]）
- ライザのアトリエ2 〜失われた伝承と秘密の妖精〜（2020年、デニス・ホーラント[2][12]）
- 龍が如く7外伝 名を消した男（2023年）

### 吹き替え
- The Kissing Booth2

### オーディオブック
- 汝、星のごとく（2022年、ナレーター[13]）
- 華麗なる探偵アリス&ペンギン（2023年、ナレーター[14]）

### シリーズ一覧
1. ↑  Season2（2021年）、続編『will+Dress』Season1（2022年）